# Préstamo entre particulares
El préstamo entre particulares (también conocido en inglés como peer-to-peer lending, social lending o crowdlending) se refiere a préstamos ofertados de particulares a otros particulares sin la intervención de una institución financiera tradicional (desintermediación financiera). En muchos casos se trata de microcréditos, de bajo monto. Las cantidades pueden oscilar desde 300 a 100.000 euros.
La meta de este tipo de transacción financiera es posibilitar el acceso al crédito a personas o empresas que no poseen la posibilidad de acceder a un crédito bancario. En consecuencia, la tasa de interés generalmente es más alta, por el mayor riesgo que implica la transacción para el prestamista.

## Funcionamiento
El funcionamiento es básico. Particulares o empresas que tienen capacidad de financiación (o disponen de la intervención de inversores externos) prestan su servicio de modo en línea u offline con el fin de financiar a particulares que necesiten créditos. Estos reciben el nombre de prestamistas privados.
Estos particulares acuden a los prestamistas privados porque su entidad financiera habitual no les puede otorgar el crédito que solicitan, ya sea por motivos de deudas o bien porque no tienen ingresos periódicos.
Los requisitos dependen de lo acordado entre las partes. De hecho, si el préstamo se realiza entre familiares es relativamentet habitual que se haga sin coste o sin intereses. 

## Modelos

### Tipos de comunidad
Entre las plataformas web que posibilitan el préstamo entre particulares, existen dos modelos principales que difieren de manera significante en cuanto al tipo de comunidad que se pretende formar.
El modelo mercado opera de manera similar a un sitio de clasificados o de subastas. Los prestamistas compiten entre sí a través de sus tasas de interés y los montos que ofrecen, mientras que los prestatarios compiten a través del monto, sus intenciones o metas y su fiabilidad.
En el modelo familia y amigos, en cambio, el sitio web ofrece la tecnología para la concreción de préstamos entre personas que ya se conocen, o que se conocen a través de la misma plataforma.

### Control del riesgo
Existen modelos, en el cual el prestatario debe presentar una garantía para minimizar el riesgo por parte del prestamista. Estos se denominan, en inglés, secured person-to-person lending.
La mayoría de las plataformas, sin embargo, no exigen garantías explícitas a los prestatarios, sino que los clasifican de acuerdo a su fiabilidad. En el direct lending, el prestamista elige a su criterio al prestatario al que desea prestar su dinero. En el pooled lending, en cambio, el prestamista presta el dinero a un grupo de prestatarios con una fiabilidad similar.
Una de las características más interesantes de algunas plataformas de Crowdlending es que puedes invertir en préstamos con garantía de recompra (también conocido en inglés como Buy-back guarantee de tal forma que, si el prestatario se demora en el pago de las cuotas, el avalista debe recomprar el préstamo más los intereses pendientes devengados hasta la fecha.
Los inversores deben tomar medidas adicionales como por ejemplo las de diversificar el riesgo en múltiples préstamos de pequeñas cantidades y entre varias plataformas o examinar muy bien la calificación crediticia asignada al solicitante del préstamo.

## Costos y Tasa de Interés
La tasa de interés dependerá del monto y plazo del préstamo tomado. Suele presentarse en plazos diarios, mensuales o anuales.
En general, los préstamos entre particulares tienen tasas de interés mayores a los préstamos bancarios debido al mayor riesgo que toma el prestamista. Además, debe tenerse en cuenta para el cálculo total del costo (Costo Financiero Total) otros valores como comisiones, gastos de otorgamiento y seguros.